# Buttermere Dubs
Der Buttermere Dubs ist ein Wasserlauf im Lake District, Cumbria, England. Er entsteht als Abfluss des Buttermere an dessen Nordwestseite. Er fließt in nordwestlicher Richtung und mündet in das Crummock Water in dessen Südostseite.